# 랭커스터 레드로지스
랭커스터 레드로지스(Lancaster Red Roses)는 1884년부터 1961년까지 존재했던 마이너 리그 베이스볼 팀이다. 홈구장은 1938년에 개장한 펜실베이니아주 맨헤임 타운십의 스텀프 필드였다.
팀 창단 초기에는 랭커스터 마룬스(Lancaster Maroons)라는 이름을 사용했었으나, 1906년 근처 펜실베이니아주 요크에 있는 요크 화이트로지스와의 라이벌 경쟁 때문에 레드로지스로 이름이 변경되었다. 오랜 역사동안 이스턴 리그 등의 많은 리그를 거쳐갔으며, 보스턴 레드삭스, 필라델피아 애슬레틱스 등의 많은 메이저 리그 팀 산하를 옮겨다녔다.
이 팀의 유명했던 선수로는 명예의 전당 헌액자인 스탠 코벨레스키, 넬리 폭스, 조지 켈 등이 있다.